# Peter O'Brian
Peter O'Brian, né en 1947 à Toronto, est un producteur de cinéma. Il a notamment produit The Grey Fox, Outrageous!, John and the Missus (en) et Mon cousin américain.

## Biographie
En septembre 2005, il remplace Isabel Bassett au poste de président du conseil d'administration de TVOntario, canal de télévision public.
Il est marié avec la députée et ministre Carolyn Bennett.

## Filmographie
- The Grey Fox
- Mon cousin américain